# 어사일럼 레코드

어사일럼 레코드(Asylum Records)는 미국의 레코드 레이블이다. 데이비드 게펜과 엘리엇 로버츠에 의해 1971년에 로스앤젤레스에 설립되었다. 1973년에 뉴욕의 엘렉트라 레코드와 합병되어 엘렉트라/어사일럼 레코드로 사명을 변경했지만, 엘렉트라와 어사일럼은 뉴욕과 로스앤젤레스에서 별도로 레이블 활동을 하고 있다.